# Бошко Ничић (политичар)
Бошко Ничић (18. септембар 1960) српски је политичар. Био је неколико мандата као градоначелник Зајечара и у четири наврата био посланик у Народној скупштини Србије. Члан је Српске напредне странке.

## Рани живот и каријера
Рођен је у Браћевцу, општина Неготин, у тадашњој Народној Републици Србији у ФНРЈ. Радио је као рудар у Бору, студирао је права и биологију а дипломирао економију у Београду, специјалност: пословно управљање предузећима. Био је председник књижевне омладине, рукометаш и члан председништва Рукометног савеза Србије.

## Политичка каријера

### Доба Милошевића
Ничић је био активан у Савезу Социјалистичке Омладине у Србији и постао члан председништва крајем 1980-их. Први пут је изабран у српски парламент на општим изборима 1989. године, последњи који је одржан док је Србија била једнопартијска социјалистичка држава. Један од најмлађих делегата, Ничић је био и један од само шест представника који су гласали против устава Слободана Милошевића из 1989. године, који је, између осталог, значајно смањио аутономију Војводине и Косова. Увођењем вишепартијске демократије, организација социјалистичке омладине се реконституисала као Нова демократија. Ничић се кандидовао под заставом ове странке за прву изборну јединицу Бора на општим изборима 1990. године, а поражен је од Братислава Дуњића из Милошевићеве Социјалистичке партије Србије. Истакнути локални противник Милошевића, Ничић је потом, два месеца 1994. године, држан у истражном затвору због сумње да је покушавао да натера одређене изабране званичнике да злоупотребе положај.
Нова демократија пружила је подршку Социјалистичкој партији у српској скупштини почетком 1993. године, позивајући се на Милошевићеву посвећеност обезбеђивању мировног плана за окончање босанског рата. За парламентарне изборе у Србији 1997, Нова демократија је била укључена у изборни савез Социјалистичке партије. Ничић је уврштен на њену изборну листу у Зајечарску поделу, иако није изабран за мандата. Савез између Социјалистичке партије и Нове демократије касније се распао и Ничић се вратио у политичку опозицију.

#### Након пада Милошевића
ДОС је убедљиво победио на српским парламентарним изборима 2000. године, који су одржани након југословенске кампање. Ничић је на изборну листу савеза уврштен као представник Нове демократије и изабран је за мандата. Од 2000. до 2011. парламентарни мандати у Србији додељивани су по нахођењу успешних партија или савеза, а била је уобичајена пракса да се мандати додељују појединим кандидатима без нумеричког редоследа. Ничић је добио седамдесет другу позицију на листи , иако ово није имало формалног утицаја на то да ли је или није добио мандат.
Нова демократија се касније преименовала у либерале Србије и такмичила се на парламентарним изборима 2003. године са сопственом изборном листом. Ничић је уврштен на листу која није прешла изборни праг да би освојила представништво у скупштини. Његов други мандат у парламенту завршио се 2004. Ничић је потом у Зајечару покренуо локалну политичку групу под називом Живим за Крајину.
У јулу 2004. године изабран је за председника Скупштине општине Зајечар , а након општинских избора 2004. године по први пут је постао постао је председник општине Зајечара. Подржао је кандидатуру кандидата Српске радикалне странке Томислава Николића на председничким изборима у Србији 2008. године, а касније се жалио да Николић никада није признао његову подршку. Николића је победио Борис Тадић из Демократске странке. Након локалних избора у Србији 2008. године , именован је за градоначелника града Зајечара и поново је именован на ту функцију након избора 2012. године 
Појавио се на четвртој позицији на изборној листи УРС-а на српским изборима 2012. године и изабран је када је та листа освојила шеснаест мандата. После реформе изборног закона у Србији 2011. године, мандати су додељивани кандидатима са успешних листа у нумеричком редоследу. Његов повратак у законодавно тело био је кратак, јер до тада није могао да има двоструки мандат као градоначелник и члан скупштине; поднео је оставку на последњу функцију 5. септембра 2012. За градоначелника га је 2013. године заменио Велимир Огњеновић.
УРС је постао јединствена политичка странка 2013. године формалним спајањем својих регионалних филијала. Ничић је на парламентарним изборима 2014. године добио седму позицију на листи УРС-а. Листа није прешла изборни цензус, а странка се након тога распустила. Ничић је поново успоставио групу Живим за Крајину на локалном нивоу и прилагодио је Демократској странци (ДС) за парламентарне изборе 2016. године. Демократска странка и њени савезници освојили су шеснаест мандата, а Ничић, који је добио двадесет и треће место на њиховој листи, није изабран.
Ничић је враћен за градоначелника Зајечара 2017. године, након победе његове странке на локалним изборима. Касније током године, увео је свој локални политички покрет у Српску напредну странку.